# Age of Empires
|  | Per a altres significats, vegeu «Age of Empires (videojoc)». |

Age of Empires (coneguda també per les sigles AOE) és una sèrie de videojocs d'estratègia en temps real per a ordinadors personals, desenvolupada per Ensemble Studios i publicada per Microsoft Game Studios. El primer títol, Age of Empires, sortí a la venda el 1997; des de llavors, s'han llançat altres tres títols i sis expansions més. Tots tenen dues formes principals de joc (mapa aleatori i campanya) i tracten sobre esdeveniments històrics diferents, a excepció del Mythology.
Els dos primers títols, Age of Empires i Age of Empires: The Rise of Rome, se centren en els esdeveniments ocorreguts a Europa i Àsia des de l'Edat de Pedra fins a l'Edat clàssica, mentre s'explora la formació i expansió de l'Imperi Romà, mentre que, Age of Empires II: The Age of Kings i l'expansió del mateix Age of Empires II: The Conquerors, se centren en el període que va des de l'edat mitjana fins a la conquesta de Mèxic. Age of Empires III i la seva expansió, Age of Empires III: The WarChiefs, s'ambienten en l'època premoderna, a través de la colonització europea d'Amèrica i la segona expansió, Age of Empires III: The Asian Dynasties, de diverses nacions d'Àsia. Un joc derivat, Age of Mythology, llançat entre The Conquerors i Age of Empires III, se centra en el període original del primer Age of Empires, versant sobre les mitologies grega, nòrdica, egípcia i atlanta. L'edició més recent, Age of Empires Online, pren un enfocament diferent: és un videojoc multijugador massiu en línia i gratuït basat en la plataforma Games for Windows Live.
La sèrie Age of Empires ha estat un èxit comercial, ja que ha venut més de 20 milions de còpies. A més, els jocs d'Ensemble Studios compten amb una gran reputació en el gènere. Ensemble va col·laborar amb Big Huge Games en el desenvolupament de The Asian Dynasties. Les crítiques atribueixen gran part de l'èxit d'Age of Empires al seu enfocament històric i la jugabilitat. La màquina usa la mateixa intel·ligència artificial que els jugadors, així, el joc lluita sense avantatges o "trampes", fet que no succeeix en altres jocs d'estratègia.

## Elements comuns en els jocs

Exemple d'un minimapa que apareix a la partida de diversos videojocs d'Age of Empires.

Els jocs d'Age of Empires pertanyen al gènere d'estratègia en temps real, amb excepció del títol Age of Empires: The Age of Kings per a Nintendo DS, el qual és d'estratègia per torns. Així mateix, permeten dos modes de joc: ja sigui mapa aleatori o campanya. En el primer, descrit pel dissenyador Greg Street com una "signatura" de la sèrie, el jugador selecciona una civilització per jugar en un mapa creat a l'atzar. Hi ha una variant de la versió dels mapes aleatoris anomenada "combat total", on els jugadors comencen amb una gran quantitat de recursos i lluiten fins que només sobrevisqui un d'ells. En canvi, una campanya, és una sèrie de missions interconnectades amb una trama específica. La majoria dels jocs d'Age of Empires posseeix diverses campanyes, a excepció d'Age of Mythology, que només en té una.
Igualment, presenta partides multijugador, a través d'una connexió LAN o mòdem. Fins i tot, Age of Empires II: The Age of Kings, amb les seves expansions, incorporava la possibilitat de jugar partides multijugador en línia en Microsoft Gaming Zone (Zone), fins a la suspensió del servei el 19 de juny de 2006. De manera similar, Ensemble Studios Online oferia partides en línia per Age of Mythology i Age of Empires III, de forma semblant al Microsoft Zone i al Battle.net de Blizzard Entertainment.
Les missions històriques comporten una anàlisi històrica, sense enfocar-se en el desenvolupament dels esdeveniments reals. Per exemple, l'Alemanya presentada en l'edat premoderna d'Age of Empires III es va caracteritzar per ser una societat protestant, però el disseny de les capelles alemanyes era similar al de les esglésies católiques. No obstant això, en WarChiefs el desenvolupament i el disseny era meticulós pel que fa a les tribus natives americanes, a causa de l'assistència rebuda per historiadors experimentats. És destacable esmentar que Age of Empires conté figures i unitats històriques que són relativament ben conegudes, incloent en general a diverses unitats d'altres civilitzacions (de vegades exòtiques) per fer que la interactivitat de cada joc sigui encara més interessant.

## Jocs
Cada un dels títols principals se centra en diferents esdeveniments cronològics de la història. D'aquesta manera, Age of Empires segueix els esdeveniments de l'edat de Pedra i del període clàssic (principalment, centrant-se en l'època d'apogeu, és a dir, de màxima esplendor, de civilitzacions com: la grega, índia, mesopotàmica o la xinesa, entre altres), desenvolupant la seva interactivitat a Europa i Àsia. La seva expansió, The Rise of Rome, continua amb la formació i expansió de l'Imperi Romà, mentre que The Age of Kings i el seu derivat per a Nintendo DS segueixen a Europa i Àsia durant el seu desenvolupament en l'edat mitjana i en els principis del Renaixement. En l'expansió The Conquerors es repeteix el mateix període tot i que, a diferència dels anteriors, en aquesta s'inclouen escenaris de la conquesta de Mèxic (com Tenochtitlán, la capital asteca), a més de l'expansió territorial dels maies i asteques (també anomenats mexicas) per tota Mesoamèrica. Age of Empires III i la seva primera expansió, The Warchiefs, tenen lloc durant la colonització d'Amèrica per part d'Europa, la innovació científica, acadèmica, social i cultural de la Revolució industrial i els principis de l'època Contemporània. La seva segona expansió, The Asian Dynasties, segueix el creixement de l'Índia, Xina i Japó durant el mateix període. Finalment, Age of Mythology (un joc desenvolupat pels creadors d'Age of Empires) i el seu paquet d'expansió, The Titans, se situen en el període clàssic, però amb un enfocament mitològic, amb l'aparició de déus (Zeus, Hades, Posidó…), bèsties mítiques (ciclops, minotaures, hidres), poders divins (terratrèmols, tornados, pluja de llamps) i llocs ficticis (Infern d'Èreb), a més d'herois (Aquil·les, Àiax, Teseu…).

### Sèrie principal

Imatge d'una partida d'Age of Empires.

Age of Empires: El 26 d'octubre de 1996 es va llançar Age of Empires. Fou el primer joc de la saga a ser llançat, així com el primer joc d'Ensemble Studios. Va ser un dels dos primers jocs d'estratègia en temps real basat en fets històrics, i utilitza el motor gràfic Genie Engine; GameSpot va descriure el joc com una barreja de Civilization i Warcraft i que a vegades el disseny resulta confús per a l'usuari. El joc li dona al jugador l'opció d'escollir entre dotze civilitzacions diferents, el desenvolupament abasta des de l'edat de Pedra fins a l'edat de Ferro. L'expansió del joc, The Rise of Rome, llançat per Microsoft el 31 d'octubre de 1998, introdueix nous recursos i civilitzacions, així com la incorporació de l'Imperi Romà. Tot i que els dos jocs van tenir molts errors de programari, normalment les reparacions corresponents van aconseguir resoldre molts dels problemes presentats. Computer and Video Games va elogiar el joc tant en les seves opcions d'un sol jugador com per a diversos. Al seu torn, el 1998 l'Academy of Interactive Arts & Sciences el va nomenar com "el millor joc d'estratègia per ordinador de l'any". Durant diversos anys, el joc va romandre en els primers llocs del rànquing de vendes, amb més de tres milions d'unitats venudes fins a l'any 2000. Tot i que The Rise of Rome no va aconseguir ser tant popular després del seu llançament, va aconseguir vendre un milió d'unitats el 2000, i aconseguí una qualificació del 80% a Gamerankings.

Imatge d'una partida d'Age of Empires II.

Age of Empires II: Va aparèixer el 30 de setembre de 1999 i utilitza el mateix motor gràfic i la interactivitat del seu antecessor. La seva trama es desenvolupa a l'edat mitjana, i abasta des de l'edat Fosca fins a l'edat Imperial. El joc permet als jugadors triar una de les tretze civilitzacions disponibles d'Europa, Àsia i Orient mitjà. Microsoft va publicar l'expansió, The Conquerors, el 24 d'agost de 2000. Una de les principals innovacions va ser la d'afegir noves unitats i civilitzacions, incloent dos mesoamericanes (els maies i els asteques). L'expansió va introduir també el concepte de tecnologies disponibles per a certes civilitzacions. Després del seu llançament, The Age of Kings va gaudir d'un major èxit de crítica que els dos jocs anteriors, GameRankings i Metacritic li van concedir un 92% de puntuació. Microsoft va vendre més de dos milions de còpies i va rebre diversos premis per la seva creació. No obstant això, no va obtenir una acollida similar amb l'expansió, The Conquerors. The Age of Kings i The Conquerors van obtenir la distinció de "Premi del joc d'estratègia de l'any" del 2000 i 2001 per part de l'Acadèmia d'Arts i Ciències interactives.

Imatge d'una partida d'Age of Empires III.

Age of Empires III: Llançat el 18 d'octubre de 2005, va ser creat basant-se en una versió millorada del motor d'Age of Mythology i amb diverses modificacions en els gràfics com a resultat d'una combinació amb el motor del sistema Havok, de Middleware. El joc es basa en successos més contemporanis, se situa entre 1421 i 1850 i els jugadors poden escollir una de les vuit civilitzacions europees disponibles (Espanya, França, Alemanya, Portugal, Rússia, Regne Unit, l'Imperi Otomà i Holanda). A més, incorpora grans metròpolis, tret no existent en els anteriors. Ensemble Studios les va descriure com "un important sistema de suport als esforços per al Nou Món". Aquestes metròpolis proporcionen recursos, armament, tropes i treball al jugador, aspectes que poden ser usats en diverses partides i, al seu torn, millorats en cada batalla. La primera expansió per a Age of Empires III, The WarChiefs, es va distribuir el 17 d'octubre de 2006; tot i que la major part de les seves millores consistiren en detalls menors, es van introduir tres noves civilitzacions de pobles indígenes d'Amèrica. La millora més notable va ser la incorporació d'un cap guerrer en cada civilització. La segona expansió, The Asian Dynasties, es va llançar el 23 d'octubre de 2007, produïda per Ensemble Studios juntament amb Big Huge Games, amb Brian Reynolds i Bruce Shelley com a caps d'equip. El joc expandí l'univers d'Age of Empires III al territori asiàtic, amb la incorporació tres noves civilitzacions. El llançament d'Age of Empires III va rebre crítiques tant positives com negatives; Game Revolution el va descriure com "un munt de diversió en un context històric", mentre que GameZone va afirmar que "és un dels jocs més ben acabats, fins i tot en el segment dels jocs RTS, que hi ha ara al mercat. Se'n van vendre més de dos milions de còpies i va guanyar el premi de GameSpy al "millor joc d'estratègia de l'any". The WarChiefs no igualà l'èxit del seu antecessor, ja que va treure una qualificació menor a GameRankings. De manera similar, a Metacritic, The Asian Dynasties va rebre una puntuació del 80%. Amb la mateixa qualificació es va mantenir la modificació del joc Age of Empires III, anomenat Age of Empires III: The Napoleonic Era on el jugador té set noves civilitzacions.
Diverses edicions especials d'Age of Empires III inclouen artbooks. L'última pàgina d'aquests llibrets consisteixen en una representació artística de la sèrie, els nombres romans estan en un panell de l'I al V, cosa que donava a entendre que sortirien al mercat les edicions d'Age of Empires IV i d'Age of Empires V.
El 2008, Microsoft va anunciar a Ensemble Studios que tancava el projecte de Halo Wars. Alguns dels seus empleats passaren a formar part del nou equip de Microsoft Game Studios. Kevin Unangst, director de Games for Windows, va negar la fi de la sèrie Age of Empires on va dir en una entrevista a The San Francisco Chronicle, "estem molt entusiasmats amb el futur potencial d'Age of Empires". La revista Edge va confirmar en una entrevista amb el vicepresident d'entreteniment interactiu de Microsoft, Shane Kim, que Microsoft té plans per continuar amb més llançaments. No obstant això, Bruce Shelley va informar al seu bloc personal que no formaria part del nou equip.
L'agost de 2010, i abans de la Gamescom 2010, Microsoft va presentar la nova entrega de la saga amb nom Age of Empires Online, un videojoc multijugador massiu en línia, desenvolupat en col·laboració amb Robot Entertainment i Gas Powered Games. El seu llançament va ser el 16 d'agost de 2011 i compta amb una experiència de joc gratuïta mitjançant Games for Windows Live i una ciutat capital persistent en línia que viu i creix fins i tot quan l'usuari no està connectat, missions multijugador cooperatives, comerç entre jugadors i un sistema d'anivellament que permet una progressió a un ritme personalitzat, a més de continguts extensibles. La interfície i les gràfiques caricaturesques del joc han provocat crítiques contraposades per part dels fans adeptes a la sèrie.

### Jocs derivats

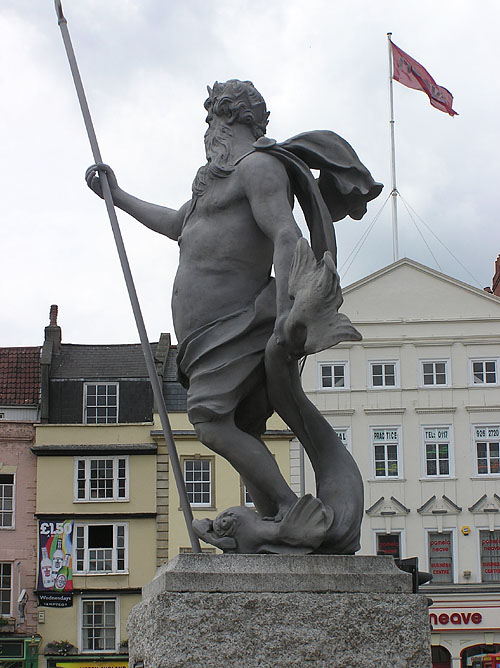
A Age of Mythology, el déu Posidó encarna un dels déus majors, igual durant la campanya del joc, on guia a Arkantos, un habitant de l'Atlàntida, a trobar el seu trident, el qual es troba en mans de Camos, un minotaure.

Age of Mythology se centra més en la mitologia que en els esdeveniments històrics. El joc té diversos elements d'interactivitat en comú amb els de la sèrie principal, i és considerat com a part de la sèrie però amb una temàtica diferent. La campanya d'Age of Mythology narra la història d'un atlant, Arkantos, i la seva missió per descobrir la raó per la qual el seu poble està en deute amb Posidó. D'altra banda, la seva expansió The Titans presenta als atlants com una nova civilització. La seva campanya és menor que la de qualsevol altra expansió de la sèrie i se centra en Càstor, fill d'Arkantos, que va caure en les mentides dels titans i els va alliberar del Tàrtar. Microsoft va llançar aquests dos jocs el 30 d'octubre de 2002 i el 21 d'octubre de 2003, respectivament.
Després de la seva estrena, Age of Mythology va vendre més d'un milió de còpies en tan sols quatre mesos. Va obtenir a més una puntuació del 89% en el rànquing de jocs i en Metacritic. Si bé The Titans no va aconseguir un nivell d'èxit equiparable en guanys, va ser ben rebut per la crítica especialitzada.
Cinc anys després, el 24 de novembre de 2008, Griptonite Games va llançar al mercat una variant d'Age of Mythology, Age of Empires: Mythologies, per a Nintendo DS. Al seu torn, Backbone Entertainment va desenvolupar la seva pròpia versió de The Age of Kings a manera d'estratègia per torns per a Nintendo DS. La seva adaptació va ser distribuïda per Majesco Entertainment, i sortí a la venda el 14 de febrer de 2006. Tot i que aquesta última és similar a altres jocs del gènere, com Advance Wars, presenta una major interactivitat en estar basat en la versió per ordinador d'Age of Empires II: The Age of Kings. Age of Empires: The Age of Kings va obtenir una puntuació de 80% en el rànquing de jocs i en Metacritic. Konami va llançar un joc amb el mateix nom per a la consola PlayStation 2, diversos anys abans que fos comercialitzada la versió per a Nintendo DS, però el seu esforç no va rebre molta promoció i com a resultat, es van vendre poques unitats.

## Desenvolupament

### Elements històrics
Les fases de desenvolupament dels jocs de la sèrie Age of Empires són similars en diversos aspectes. Com que els jocs estan basats en esdeveniments històrics, l'equip duu a terme una investigació prèvia, tot i que aquesta no és intensiva. El dissenyador Bruce Shelley va assenyalar que "fer-ho [investigar en profunditat]… no és una bona idea per a la majoria dels productes d'entreteniment". Shelley també digué que Ensemble Studios agafà la majoria del material de referència en seccions infantils de biblioteques, afirmà que l'objectiu del joc és fer que els jugadors es diverteixin, "no els seus dissenyadors ni els seus investigadors". Segons ell, l'èxit de la sèrie es va basar a fer un joc que agradàs tant als jugadors ocasionals com als jugadors experimentats. Shelley va comentar que els jocs de la sèrie Age of Empires no tracten de la història pròpiament dita, sinó "l'experiència humana"; centrant-se tant en els èxits assolits per la humanitat com pel que aquesta realitzaria en un futur com els viatges a l'espai.
Ensemble Studios desenvolupà Age of Mythology d'una manera diferent als jocs anteriors. L'equip creia que no tindria una bona acollida un tercer joc basat en la història i després de discutir diverses opcions van acabar triant la mitologia.

### Intel·ligència artificial
La intel·ligència artificial (IA) utilitzada en la sèrie Age of Empires ha estat desenvolupada i millorada constantment pels dissenyadors. L'especialista en IA Dave Pöttinger va dir que l'equip de desenvolupament havia donat una alta prioritat a la IA al joc original i va passar més d'un any treballant-hi. Afirmà també que la IA del joc consisteix en tàctiques i estratègies per guanyar, en lloc de "fer trampa" augmentant la quantitat de recursos o modificant les unitats perquè aquestes siguin més fortes del normal. També digué que l'equip de la sèrie se sentia molt orgullós, ja que la seva IA desenvolupava un "joc net".
També se li dona una alta prioritat a la IA a The Conquerors. A causa d'això els vilatans són més intel·ligents, fet que va ser molt popular en els jocs de la sèrie. Després de construir una estructura que guarda i produeix recursos, el vilatà començarà a recollir el recurs en relació amb l'estructura, com els cultius de la granja o la recol·lecció de menes de minerals. En el joc The Titans el jugador pot modificar la IA quan està creant escenaris personalitzats d'acord amb certs patrons.

### Música

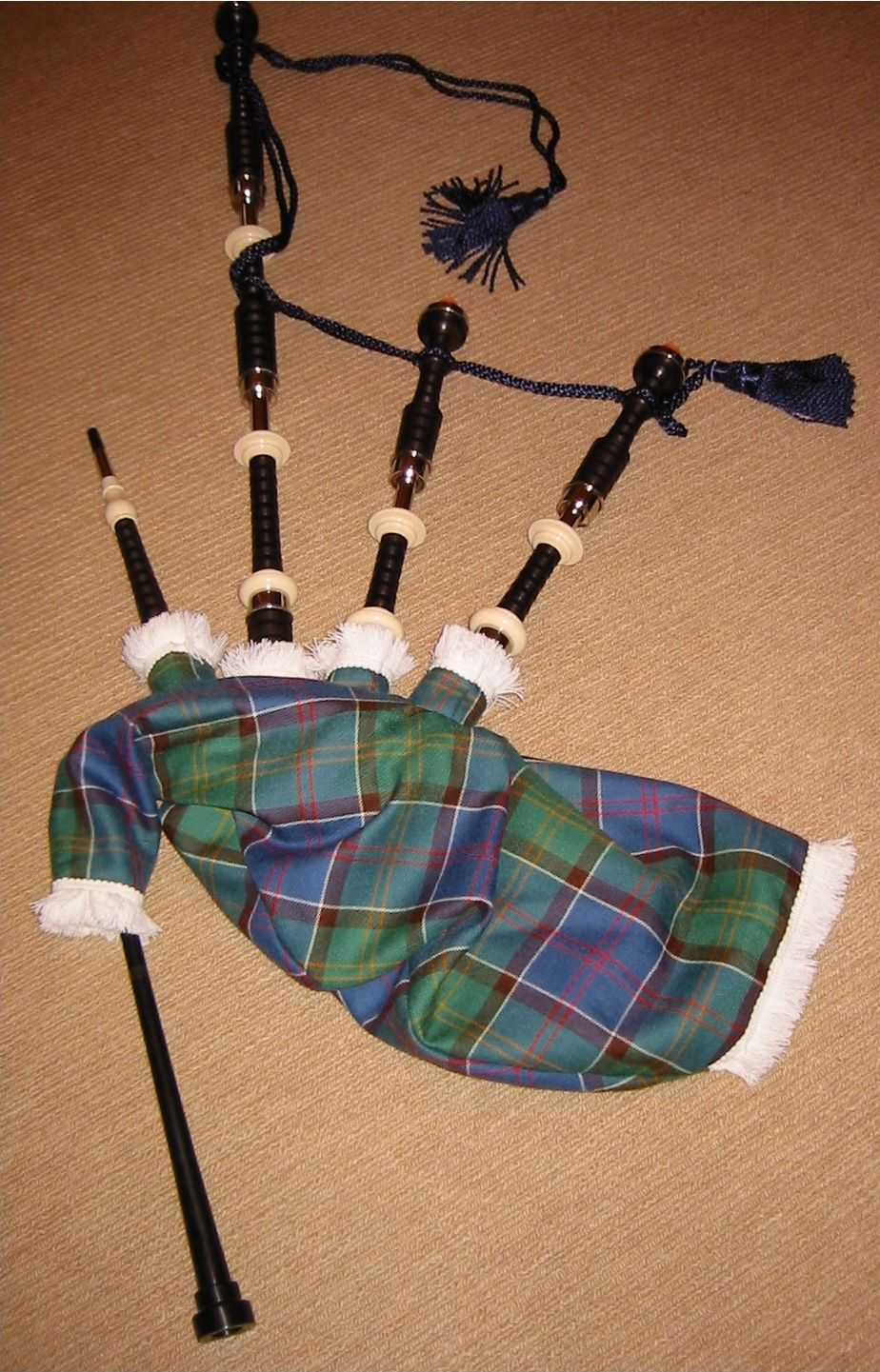
La gaita, és un dels instruments usats en l'obertura d'Age of Empires III.

Stephen Rippy ha estat el director de la música de la sèrie des del primer joc. Amb l'ajuda del seu germà, David Rippy, així com la de Kevin McMullan. Va crear la música original d'Age of Empires amb sons d'instruments de l'època en la qual es desenvolupa el joc. Aquests sons es van crear amb instruments històrics existents en l'actualitat, i posteriorment gravats com a mostres digitals. Les cançons van ser els resultats de detallats estudis duts a terme sobre les cultures, i els estils. Rippy assenyalà que el desenvolupament de la banda sonora de The Age of Kings va ser fàcil perquè tenia coneixements dels instruments utilitzats en l'edat Mitjana. En canvi, a Age of Mythology va ser emprada una orquestra musical per a l'execució de la música. D'acord amb McMullan, l'equip va reunir una gran quantitat d'àudios dels parcs zoològics i van crear una "enorme biblioteca del seu propi material". La música d'Age of Empires III, com la de The Age of Kings, va utilitzar la majoria dels elements; Rippy va prendre nota de la utilització d'instruments com ara gaites i tambors del camp per donar un toc realista.

### Gràfics i efectes visuals
Els gràfics i els efectes visuals de l'Age of Empires han anat millorant entrega rere entrega. Des del llançament de la primera entrega al segon, Age of Empires II: The Age of Kings, hi ha hagut notables millores elogiades per diversos crítics. Amb el llançament de l'Age of Mythology els elogis van continuar, i amb el quart llançament, Age of Empires III, va guanyar encara més.
GameSpot elogià la millora dels gràfics de la segona entrega, Age of Empires: The Age of Kings. Eurogamer donà la benvinguda a la introducció de dones ciutadanes, comparada amb la versió original unisex. Allgame va elogiar l'agrupació avançada i la ruta de recerca de sistemes en la segona versió. Malgrat la millora de gràfics, Allgame es queixà dient que a vegades a Age of Empires: The Age of Kings era difícil diferenciar un equip d'un altre, un punt d'acord en nombrosos crítics.
 No obstant això, Game Revolution escrigué que el segon llançament va ser "el millor aspecte dels jocs d'estratègia en temps real en 2D que hi ha ara".
Els gràfics van continuar millorant amb Age of Mythology els quals van ser elogiats per la majoria de crítics. IGN digué, "una alegria a mirar… impressionant". GameSport, quant als gràfics li donà un 9 sobre 10. Game Revolution estigué d'acord, i PC Gamer va dir el que els gràfics en el tercer llançament "estan plenes de detalls".
La tendència en gràfics millorats van continuar fins ben entrat el pròxim llançament, Age of Empires III, per al delit dels estudiants. IGN va declarar: "Després de veure les captures de pantalla, les nostres mandíbules va caure a terra pel seu nivell de detall". 1UP.com descriu Age of Empires III com "un dels jocs més bells que es col·loquen en l'equip en el futur previsible". GameSpy, afirmà que "els gràfics d'Age of Empires III són únics al gènere de l'estratègia". Age of Empires III es basa en i introdueix noves característiques a la versió anterior, Age of Mythology, com ara la inclusió del guardonat motor de joc de simulació de la física de middleware Havok per a la versió de Windows i PhysX per al Mac OS X. El resultat innovador és que s'eviten les animacions precreades, les sessions es calculen d'acord amb el motor de física. Per tant, punts de vista d'esdeveniments com la construcció de la destrucció i la tala d'arbres no estan pre-gravats. GameSpot també admirava als gràfics en el quart llançament, però es va queixar per "el comportament de la unitat maldestre". Altres característiques gràfiques del joc inclouen la il·luminació i el suport a flor d'ombrejat de pixel shader 3.0.
GameSpy guardonà Age of Empires III per als "Millors Gràfics" i GameSpy a "Joc de l'Any 2005".

### Col·laboració
Ensemble Studios treballà al costat de l'empresa Big Huge Games per desenvolupar la segona expansió d'Age of Empires III, The Asian Dynasties. Aquesta va ser la primera vegada que tots dos equips van treballar junts. El motiu va ser l'ajustat calendari de les dues empreses: Ensemble Studios estava ocupada amb altres projectes, entre ells, Halo Wars, mentre que Big Huge Games treballava en alguns projectes d'estratègia en temps real.
Big Huge Games va realitzar la major part del treball, però els dissenyadors Greg Street i Sandy Petersen es van sumar a l'equip d'Ensemble Studios per organitzar les idees i el control sobre el producte final. Les proves finals del joc abans del seu llançament van recaure en ambdós estudis.

## Acollida
| Joc                                        | Game Rankings | Metacritic |
| ------------------------------------------ | ------------- | ---------- |
| Age of Empires                             | 87,1%         | 83%        |
| Age of Empires: The Rise of Rome           | 79,8%         | -          |
| Age of Empires II: The Age of Kings        | 91,8%         | 93%        |
| Age of Empires II: The Conquerors          | 89,1%         | 88%        |
| Age of Empires III                         | 82,4%         | 81%        |
| Age of Empires III: The WarChiefs          | 81,3%         | 80%        |
| Age of Empires III: The Asian Dynasties    | 78,9%         | 80%        |
| Age of Empires III: Complete Collection    | 80,0%         |            |
| Age of Mythology                           | 88,7%         | 89%        |
| Age of Mythology: The Titans               | 83,4%         | 84%        |
| Age of Mythology: Gold Edition             | 91,0%         |            |
| Age of Empires: The Age of Kings           | 79,8%         | 80%        |
| Age of Empires: Mythologies                | 79,5%         | 78%        |
| Age of Empires Online                      | 71,1%         | 70%        |
| Age of Empires II: HD Edition              | 71,1%         | 68%        |
| Age of Empires II: The Forgotten           | -             | -          |
| Age of Empires II HD: The African Kingdoms | -             | -          |
| Age of Mythology: Extended Edition         | 68,5%         | 69%        |
| Age of Mythology: Tale of the Dragon       | -             | -          |
| Age of Empires: Castle Siege               | -             | -          |

La sèrie d'Age of Empires és considerada un èxit. Fins al 2008, cinc dels jocs van vendre més d'un milió de còpies. D'acord amb Gamasutra, Age of Empires va vendre més de tres milions de còpies i The Rise of Rome va vendre un milió de còpies fins al 2000. A la vegada, Microsoft va anunciar que The Age of Kings havia aconseguit vendre més de dos milions de còpies. El 2003, Microsoft va anunciar que les vendes d'Age of Mythology van ser d'un milió de còpies. El 2004, abans del llançament d'Age of Empires III, la franquícia Age of Empires havia venut més de quinze milions de còpies. El 18 de maig de 2007, Ensemble Studios anuncià que s'havien venut dos milions de còpies d'Age of Empires III. Els jocs de la sèrie foren ben puntuats en totes les anàlisis de llocs en línia sobre videojocs com Game Rankings i Metacritic, on es recullen dades de diversos llocs. En el quadre s'observa que la puntuació més alta va ser la d'Age of Empires II: The Age of Kings, amb el 92% dels dos webs.
Les crítiques han considerat que Age of Empires ha influït en diversos jocs d'estratègia com Rise of Nations, Empire Earth, i Cossacks: European Wars. Star Wars: Galactic Battlegrounds també fou influïda per la sèrie, ja que utilitzava el mateix motor gràfic usat a Age of Empires i Age of Empires II: The Age of Kings. Aquest joc fou considerat una rèplica molt propera del joc, tant que IGN va començar una revisió amb la frase "M'encanta Age of Star Wars, vull dir Star Empires. Com es digui, seguiré investigant". GameSpot va apuntar que "el motor gràfic d'Age of Empires II està tan intacte en Star Wars: Galactic Battlegrounds que qualsevol veterà pot beneficiar-se'n de seguida". L'octubre de 2005, Shelley va comentar l'impacte de la sèrie. En una entrevista de GameSpy, va explicar que els pares d'alguns jugadors de la sèrie Age of Empires "van parlar amb Ensemble Studios perquè els seus fills llegien diversos llibres de l'antiga Grècia gràcies que els agradava jugar amb els trirrems i que també consultaven llibres sobre l'edat mitjana perquè el joc ensenyava el que era un trabuc".
Shelley va dir que la clau de l'èxit del joc és la innovació, apartant-se de la imitació de treballs similars. També va comentar que les característiques úniques de la sèrie "van ajudar a establir la reputació d'Ensemble Studios com a mestres de jocs d'estratègia en temps real". Mark Bozon d'IGN va escriure en una de les seves revisions sobre The Age of Kings que "La sèrie d'Age of Empires és una de les sèries més innovadores de jocs d'estratègia en temps real per a PC durant l'última dècada". El lloc en línia Gamenikki ha apuntat que Ensemble Studios és "el que ho va iniciar tot", i esmenta que Age of Empires III suposà un gran avenç en els jocs d'estratègia en temps real. Shelley va reconèixer que l'èxit i la innovació d'Age of Empires permeteren a Ensemble Studios sobreviure als primers anys. El 2005, Shelley es queixava que les crítiques que patien biaix d'innovació contra la sèrie. Referint-se a la severa puntuació d'un 60% atorgada per la revista Computer Gaming World, sostenia que encara que Age of Empires III fos "potser el joc de PC més venut al món", els analistes esperaven "alguna cosa realment nova" i que per això el puntuaren a la baixa.
Bungie Studios va escollir Ensemble Studios per desenvolupar Halo Wars, un joc d'estratègia en temps real per a la sèrie Halo: Combat Evolved. Digueren que la raó per la qual van escollir Ensemble per treballar va ser per la seva "meravellosa" sèrie Age of Empires. També van assenyalar que Ensemble és l'"elecció perfecta per dur a terme la visió original de [la sèrie] Halo", que veié la llum com un videojoc d'estratègia en temps real.